# Good Vibrations (CD-box)
Good Vibrations, 6-CD-box (senare upplagor saknar den sjätte CD:n) som gavs ut av skivbolaget Capitol 21 juni 1993 med The Beach Boys. Totalt innehåller boxen 142 spår varav cirka 50 är tidigare outgivna spår.
Av speciellt intresse är spår 18-28 på CD 2 som är ett försök att i någon form återskapa det outgivna Beach Boys-albumet Smile.

## Låtlista

### CD 1
1. Surfin' U.S.A. (demo)
2. Little Surfer Girl
3. Surfin' (repetition)
4. Surfin'
5. Their Hearts Were Full Of Spring (demo)
6. Surfin' Safari
7. 409
8. Punchline (instrumental)
9. Surfin' U.S.A.
10. Shut Down
11. Surfer Girl
12. Little Deuce Coupe
13. In My Room
14. Catch A Wave
15. The Surfer Moon
16. Be True To Your School
17. Spirit Of America
18. Little Saint Nick (singelversion)
19. Things We Did Last Summer
20. Fun, Fun, Fun
21. Don't Worry Baby
22. Why Do Fools Fall In Love
23. The Warmth Of The Sun
24. I Get Around
25. All Summer Long
26. Little Honda
27. Wendy
28. Don't Back Down
29. Do You Wanna Dance
30. When I Grow Up (To Be A Man)
31. Dance, Dance, Dance
32. Please Let Me Wonder
33. She Knows Me Too Well
34. Radio Station Jingles
35. Hushabye (live)

### CD 2
1. California Girls
2. Help Me, Rhonda
3. Then I Kissed Her
4. And Your Dreams Come True
5. The Little Girl I Once Knew (singelversion)
6. Barbara Ann (singel version)
7. Ruby Baby
8. Koma (radio promo spot)
9. Sloop John B
10. Wouldn't It Be Nice
11. You Still Believe In Me
12. God Only Knows
13. Hang On To Your Ego (alternativ version)
14. I Just Wasn't Made For These Times
15. Pet Sounds
16. Caroline, No
17. Good Vibrations (singleversion)
18. Our Prayer
19. Heroes And Villains
20. Heroes And Villains (sections)
21. Wonderful
22. Cabinessence
23. Wind Chimes
24. Heroes And Villains (intro)
25. Do You Like Worms
26. Vegetables
27. I Love To Say Da Da
28. Surf's Up
29. With Me Tonight

### CD 3
1. Heroes And Villains (singelversion)
2. Darlin'
3. Wild Honey
4. Let The Wind Blow
5. Can't Wait Too Long (alternativ version)
6. Cool, Cool Water
7. Meant For You
8. Friends
9. Little Bird
10. Busy Doin' Nothin'
11. Do It Again
12. I Can Hear Music
13. I Went To Sleep
14. Time To Get Alone
15. Break Away
16. Cotton Fields (The Cotton Song) (singelversion)
17. San Miguel
18. Games Two Can Play
19. I Just Got My Pay
20. This Whole World
21. Add Some Music
22. Forever
23. Our Sweet Love
24. H.E.L.P. Is On The Way
25. 4th Of July
26. Long Promised Road
27. Disney Girls (1957)
28. Surf's Up
29. 'Til I Die

### CD 4
1. Sail On Sailor
2. California
3. Trader
4. Funky Pretty
5. Fairy Tales Music
6. You Need A Mess Of Help To Stand Alone
7. Marcella
8. All This Is That
9. Rock And Roll Music
10. It's OK
11. Had To Phone Ya
12. That Same Song
13. It's Over Now
14. Still I Dream Of It
15. Let Us Go On This Way
16. The Night Was So Young
17. I'll Bet He's Nice
18. Airplane
19. Come Go With Me
20. Our Team
21. Baby Blue
22. Good Timin'
23. Goin' On
24. Getcha Back
25. Kokomo

### CD 5
1. In My Room (demo)
2. Radio Spot 1
3. I Get Around (instrumental)
4. Radio Spot 2
5. Dance, Dance, Dance (tracking sessions)
6. Hang On To Your Ego (sessions)
7. God Only Knows (tracking sessions)
8. Good Vibrations (sessions)
9. Heroes And Villains (instrumental)
10. Cabinessence (instrumental)
11. Surf's Up (instrumental)
12. Radio Spot 3
13. All Summer Long (acapella)
14. Wendy (acapella)
15. Hushabye (acapella)
16. When I Grow Up (To Be A Man) (acapella)
17. Wouldn't It Be Nice (acapella)
18. California Girls (acapella)
19. Radio Spot 4
20. Surfin' U.S.A. (live)
21. Surfer Girl (live)
22. Be True To Your School (live)
23. Good Vibrations (live)
24. Surfer Girl (live repetition)

### CD 6
1. Bluebirds Over The Mountain
2. Tears In The Morning
3. Here Comes The Night (maxi-singelversion)
4. Lady Lynda
5. Sumahama